# Tiranet de Sclater
El tiranet de Sclater (Phyllomyias sclateri) és una espècie d'ocell de la família dels tirànids (Tyrannidae).

## Hàbitat i distribució
Habita els boscos als turons andins del sud-est del Perú, centre i sud-est de Bolívia i nord-oest de l'Argentina.